# Эрмит (лунный кратер)
Эрми́т (фр. Hermite) — лунный кратер рядом с Северным полюсом Луны. Этот ударный кратер диаметром 108 км, названный в 1964 году МАС в честь известного французского математика Шарля Эрмита, является кратером вечной тьмы.

## Окрестности

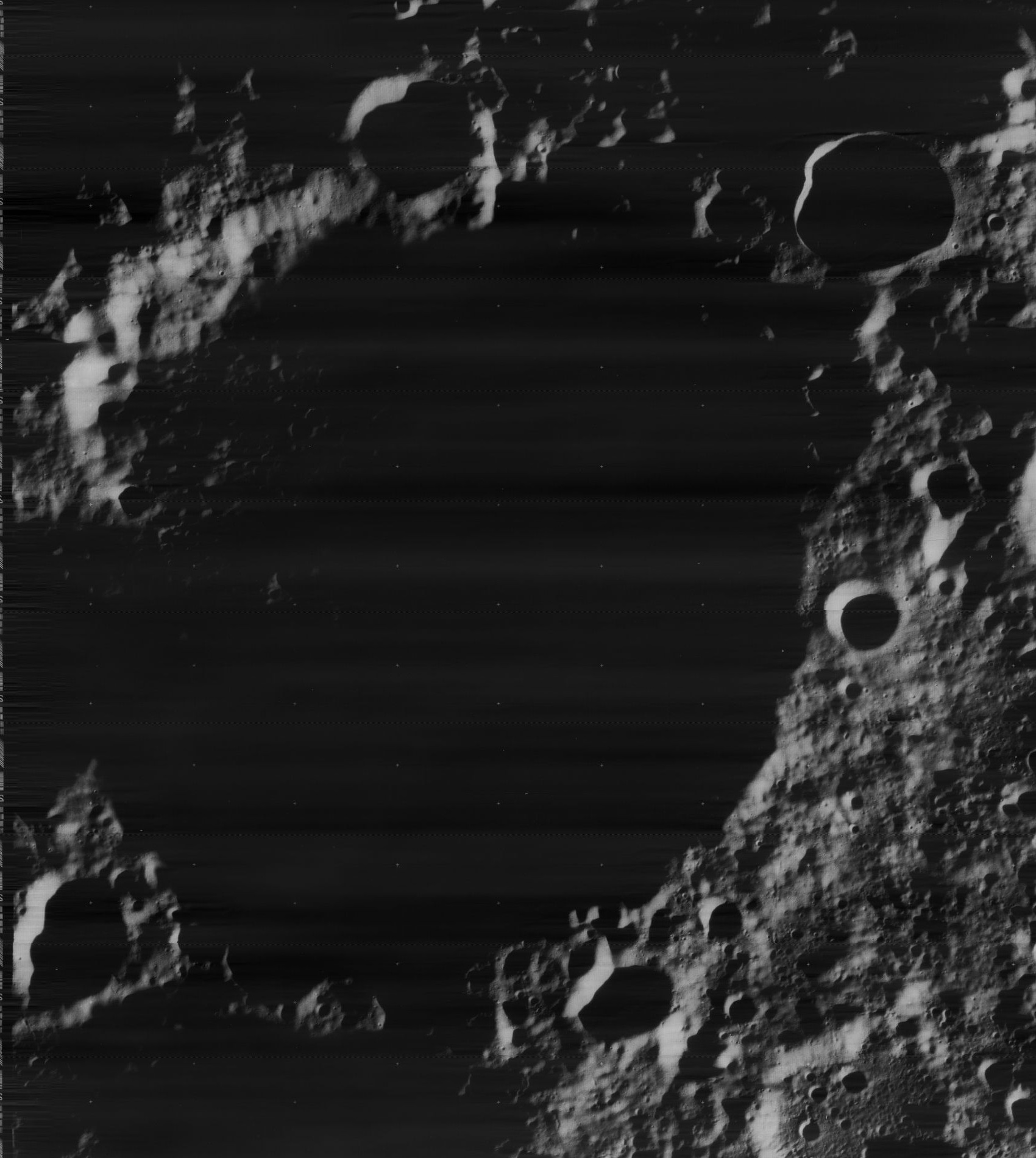
Кратер Эрмит: фото АМС Лунар орбитер-4

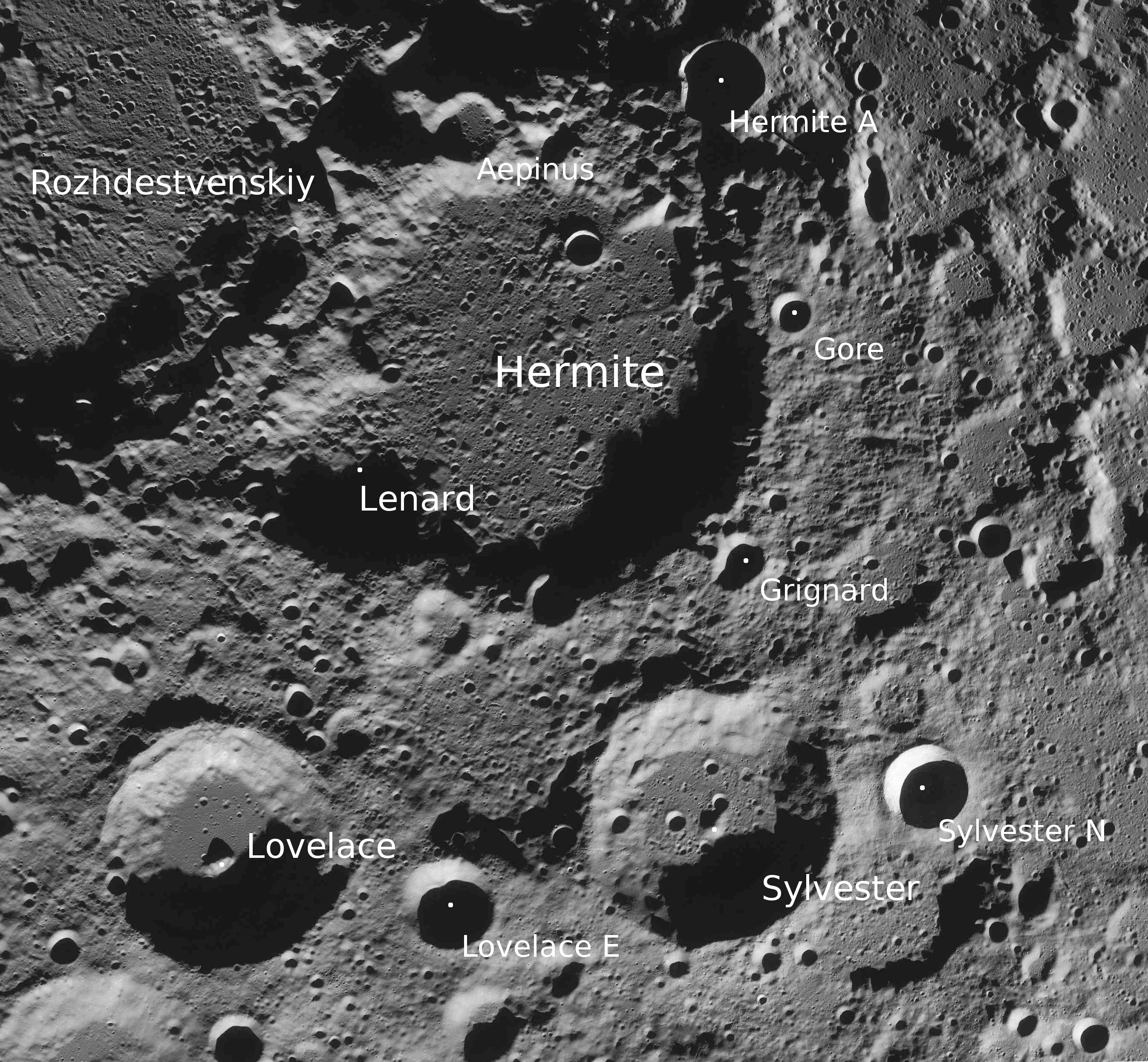
Окрестности кратера Эрмит (снимок LRO).

К западу от Эрмита расположен кратер вечной тьмы Рождественский, к югу — кратеры вечной тьмы Лавлейс и Сильвестр. На юго-восточной части вала Эрмита лежит кратер Гриньяр, на восточной — Гор, на северной — Эпинус (примерно в 50 км от Северного полюса). С Земли все эти кратеры видны сбоку, и освещаются лишь косым солнечным светом.
В 2008 году МАС присвоила кратеру на юго-западной границе Эрмита имя Ленард.

## Описание
Кратер Эрмит сильно эродирован и имеет сильно разрушенный вал, изрезанный следами ударов. С юго-запада этот вал полностью разрушен, так что дно Эрмита смыкается с дном двух соседних ударных структур. Дно Эрмита сглажено, образуя широкую равнину, полную множества небольших кратеров и холмов. Несколько небольших кратеров имеется и на его валу.

## Полюс холода
В 2009 году АМС Lunar Reconnaissance Orbiter зафиксировала на кратере Эрмит самую низкую температуру из известных в Солнечной системе: 26 кельвинов (−247 °C). Для сравнения, минимум известных температур на Плутоне равен 43 К (−229 °C).

## Кратеры-спутники
- Эрмит A: 87°48′ с. ш. 47°06′ з. д. / 87,8° с. ш. 47,1° з. д.G, диаметр — 20 км.